# Marco Aquilio Régulo
Marco Aquilio Régulo (en latín, Marcus Aquilius Regulus) fue un político romano de los siglos I y II.
Actuó de delator en tiempos de Nerón y así pudo amasar una gran fortuna. A comienzos del reinado de Vespasiano, fue defendido en un juicio por su medio hermano Lucio Vipstano Mesala. Sobrevivió al reinado de Domiciano, bajo cuyo imperio había retomado el oficio de delator, y es mencionado con desprecio por Plinio el Joven. Fue protector de Marcial quien lo elogia por su elocuencia.